# おいしいおかゆ
おいしいおかゆ（Der süße Brei、KHM103）はグリム童話のひとつ。

## あらすじ
昔、あるところに貧しい敬虔な娘がおり、母親とふたりで暮らしていた。もう食べるものが何もなくなった。子供が森に行くと、知らない老婆に出会った。老婆は子供が困っている理由を知っていて、小さな鍋を与えた。その鍋にただ「小さい鍋さん、煮て」と言うとおいしい、甘い黍粥を炊き、「小さい鍋さん、止まって」というと粥炊きをやめた。
娘は母親のところにその鍋を持ち帰った。その日からふたりの貧しい生活と空腹は終わり、二人は食べたいときにはいつでも甘い粥を食べることができた。
ある時、娘がしばらく出かけていた。母親は鍋に「小さい鍋さん、煮て」と言った。鍋は粥を炊き、母親はおなかいっぱい食べた。そこで、鍋が粥炊きをやめて欲しいと思ったが、おまじないを知らない。それで鍋はどんどん粥を炊き続け、粥は鍋のふちからあふれ出て、まだ炊き続け、台所をいっぱいにし、家中にあふれ、隣の家も一杯にし、通りも一杯にし、まるで世界中をおなかいっぱいにしようとするかのようだった。みんなたいへん困ってしまった。誰もどうしたら良いのかがわからなかった。あと一軒だけが無事というとき、ついに娘が帰宅してきた。そしてただ「小さい鍋さん、止まって」とだけいうと、鍋は炊くのをやめた。この町に入りたい人は、粥を食べ抜いて入らなければならなかった。そのかわり母親も娘も、さらにその町の人たちも、一生食べ物に困る事はなくなった。

## 主な日本語訳
- グリム童話 (上) (銀の鈴文庫 ; 童話・名作篇 7-8) グリム 原作, 金田鬼一 著, 有岡一郎 絵. 広島図書、昭和23. p137-139[2]
- 世界文学読本 小学1年生（おかゆがたくさん）児童文学者協会 編, 武井武雄 絵. 河出書房、昭和25. p17-23[3]
- グリム童話全集 3. P.グロットヨハン, R.ラインウェーバー 絵, 植田敏郎 訳. 河出書房、昭和30. p230-231[4]
- おかしのいえ (名作絵文庫 ; 2年生) グリム 原作, 柴野民三 著, 輪島清隆 絵. 実業之日本社、昭和32. p145-152[5]
- おいしいおかゆ (グリムのほん) グリム [著], 石井桃子, 佐々梨代子, 荒井督子 再話, 田中久司 画. 子ども文庫の会、1968.11. p9-12[6]
- いばら姫 (グリム童話集 ; 7) グリム兄弟 編, 大塚勇三 訳, 堀内誠一 画. 学習研究社、1971[7]